# NAMI

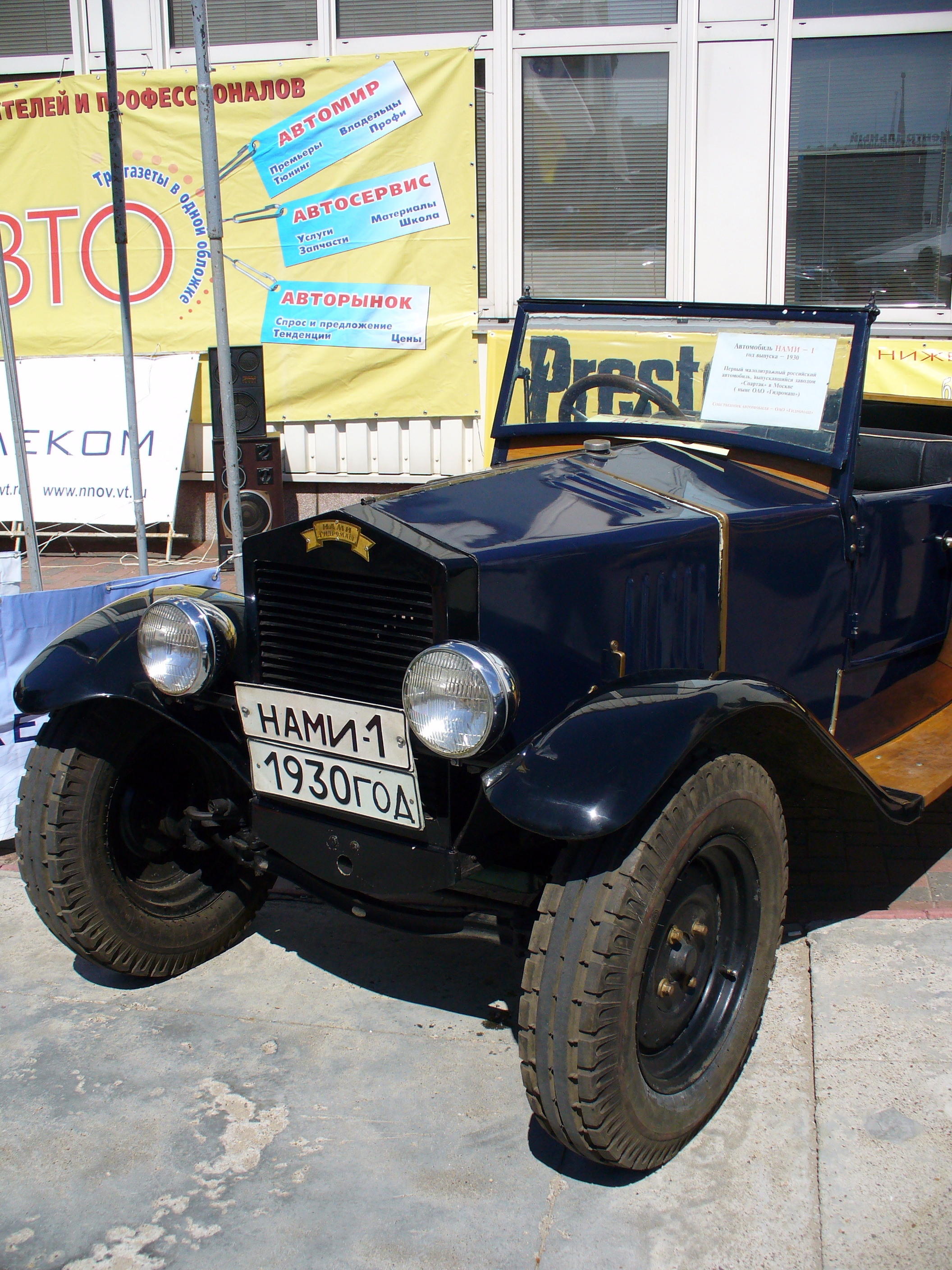
NAMI-1

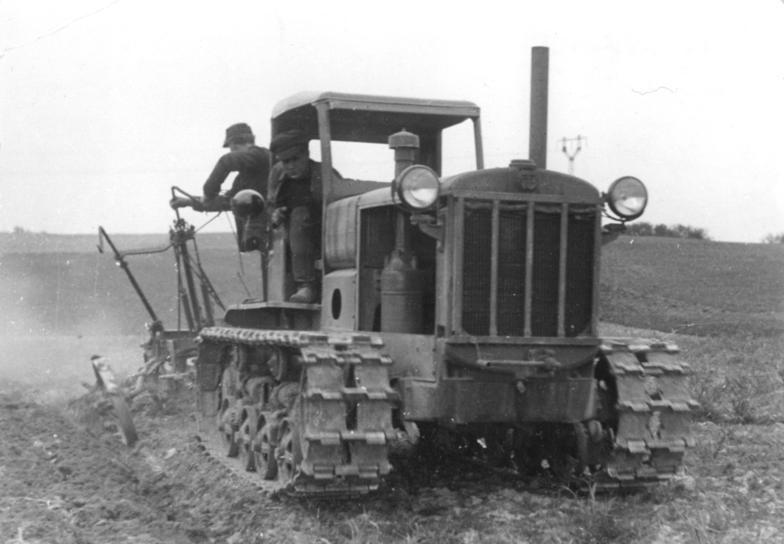
Ein bei NATI entwickelter SChTS-NATI, aufgenommen bei Schwerin, wahrscheinlich frühe 1950er-Jahre

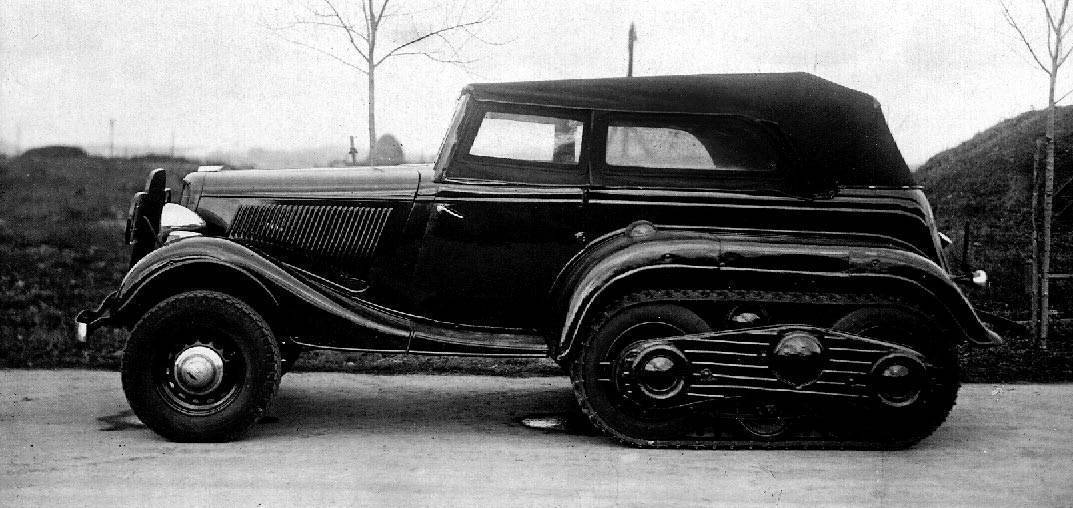
Der GAZ-WM in der Ausführung als Personenwagen bei Tests im Jahr 1938

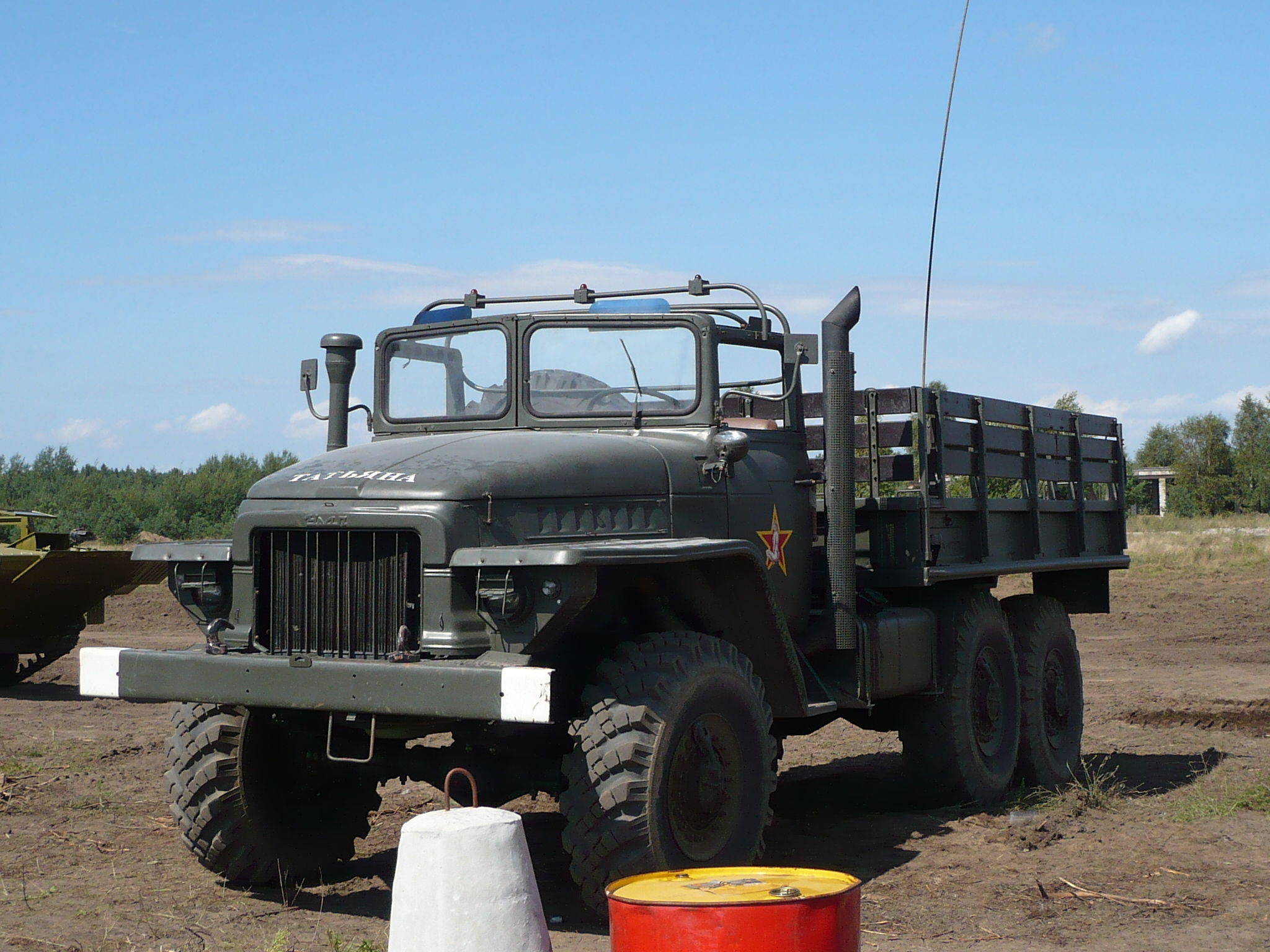
Ural-375 der ersten Ausführung, entwickelt als NAMI-020 ab 1956

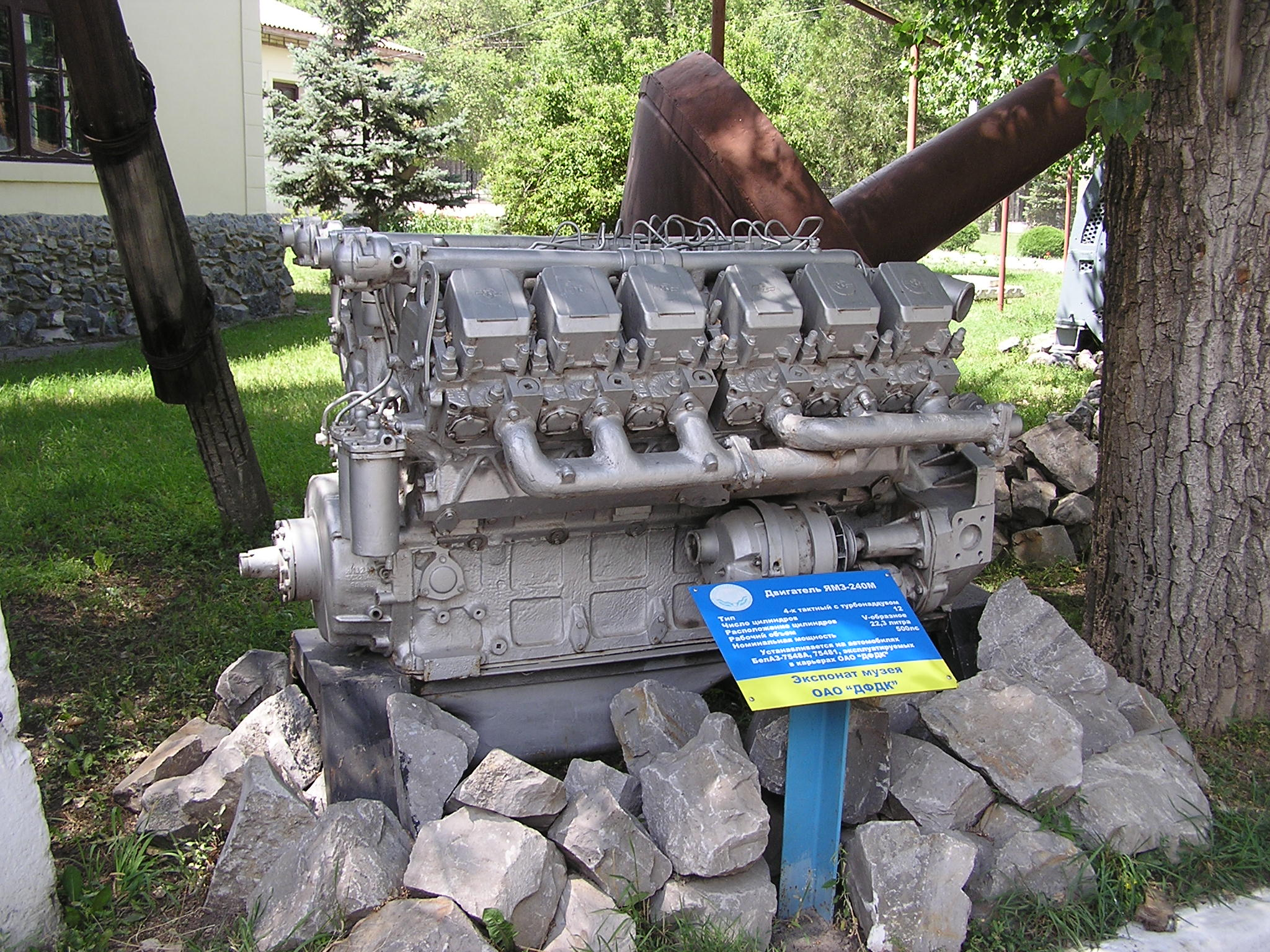
Ein JaMZ-240-Zwölfzylinder-Dieselmotor, der größere Bruder des bekannten JaMZ-238. Die Motorenfamilie wurde bei NAMI entwickelt.

Das GNZ RF FGUP «NAMI», kurz für Gosudarstwenny nautschny zentr Rossijskoj Federazii Federalnoe gosudarstwennoe unitarnoe predprijatnie Zentralny ordena Trudwowo Krasnowo Snameni naytschno-issledowatelski awtomobilny i awtomotorny institut «NAMI» (russisch ГНЦ РФ ФГУП «НАМИ»; Государственный научный центр Российской Федерации Федеральное государственное унитарное предприятие Центральный ордена Трудового Красного Знамени научно-исследовательский автомобильный и автомоторный институт «НАМИ»), deutsch etwa Staatlich wissenschaftliches Zentrum der Russischen Föderation; Föderativer staatlicher Unitarbetrieb; Zentrales mit dem Orden des Roten Banners der Arbeit ausgezeichnetes wissenschaftliches Automobil- und Automotoren-Forschungsinstitut „NAMI“ ist ein seit 1918 bestehendes Institut zur Entwicklung und Herstellung von Automobilen, Traktoren und Motoren in Russland.
Von 1931 bis 1946 hieß das Institut NATI, kurz für Nautschny awtotraktorny institut (russisch Научный автотракторный институт – НАТИ, deutsch Wissenschaftliches Traktoreninstitut).

## Unternehmensgeschichte
Das Unternehmen wurde am 16. Oktober 1918 in Moskau gegründet. Zur NAMI gehörte ein wissenschaftliches Automobillabor, NAL genannt, gegründet 1918 durch den Ingenieur Nikolai Brilling. Ihm zur Seite stand der Ingenieur J. Tschudakow, der in England Maschinenbau studiert hatte. 1927 begann die Produktion von Automobilen unter der Marke NAMI. Es wurden zwei unterschiedliche Fahrzeuge entwickelt, der NAMI-1 und der NAMI-2. Letzterer wird abweichend in der Literatur auch als NATI-2 geführt und soll 1932 entwickelt worden sein. Zu Beginn der 1930er-Jahre endete die Produktion.
Im Jahr 1931 wurde das Institut in NATI umbenannt, kurz für Nautschny awtotraktorny institut. Ab diesem Zeitpunkt befasste man sich mit der Entwicklung von Traktoren wie dem SChTS-NATI oder dem KD-35, die später von verschiedenen Traktorenwerken in Großserie gebaut wurden. Die Fahrzeuge kamen ab 1945 teilweise bis nach Deutschland, in die Sowjetische Besatzungszone bzw. Deutsche Demokratische Republik. Außerdem wurden Holzgasgeneratoren entwickelt und in Lastwagen eingebaut, zum Beispiel im GAZ-42. Vor und während des Zweiten Weltkriegs wurden außerdem für die Rote Armee Halbkettenfahrzeuge entwickelt, beispielsweise der GAZ-60 oder der GAZ-WM. Ebenfalls in dieser Zeit wurde an Vier- und Sechszylinder-Zweitakt-Dieselmotoren geforscht, wie sie später im Jaroslawski Automobilny Sawod als JaAZ-204 oder JaAZ-206 gefertigt wurden. Auch ein Motorradgespann wurde unter dem Namen NATI-A-750 entwickelt und 1932 bis 1939 im Podolski Motozykletny Sawod in Podolsk in Serie gebaut.
Ebenfalls in den 1940er-Jahren wurde mit dem KIM-10 ein Kleinwagen entwickelt, der später bei Moskwitsch gebaut wurde. 1946 wurde die Umbenennung rückgängig gemacht, das Institut hieß nun wieder NAMI. Unter der Bezeichnung NAMI-019 wurde die Motorenfamilie rund um den JaMZ-238 entwickelt, die im Jaroslawski Motorny Sawod noch heute, nach über 60 Jahren, gebaut wird und vielfach in sowjetischen und russischen Lastwagen eingesetzt wurde. Weiter war das Institut stark beteiligt an der Entwicklung der Militärlastwagen Ural-375 und Ural-4320, die eine weite Verbreitung erfuhren und teilweise noch heute gebaut werden.
Das Unternehmen entwickelte weitere Fahrzeuge, darunter auch Oberleitungsbusse und Omnibusse. Insbesondere wurden Spezialgetriebe für Busse der Unternehmen Likinski Awtobusny Sawod und Ikarus entwickelt. Während der Zeit Leonid Breschnews arbeiteten bei NAMI mehr als 5000 Personen. Im Jahr 2003 waren 27 Professoren und 110 Doktoren für technische Wissenschaften bei NAMI tätig. Die NAMI ist heute dafür zuständig, technische Dokumente für Automobile zu erstellen und die Herkunft alter Automobile zu bestimmen.

## Ausgewählte Fahrzeuge
Aufgeführt sind insbesondere Personenwagen und Kuriositäten. Zu den entwickelten Traktoren und Lastwagen sowie Dieselmotoren siehe oben.

### NAMI-1
Das einzige Serienmodell war der NAMI-1. Konstrukteur war Konstantin Scharapow. Die Fertigung lief von 1927 bis 1931. Das Fahrzeug hatte einen Zentralrohrrahmen. Für den Antrieb sorgte ein luftgekühlter Zweizylindermotor mit 1160 cm³ Hubraum und 20 PS (15 kW) Leistung. Von diesem Fahrzeug entstanden 403 oder 369 Exemplare. Eines von vier erhaltenen Fahrzeugen ist im Polytechnischen Museum in Moskau ausgestellt.

### NAMI-2 bzw. NATI-2
Der NAMI-2 bzw. NATI-2 entstand um 1932 und hatte einen luftgekühlten Vierzylindermotor mit einem Hubraum von 1221 cm³ und 22 PS (16 kW) Leistung. Es entstanden nur wenige Exemplare. Dabei handelte es sich um einen Pick-up, einen zweisitzigen Roadster, zwei Limousinen und einen viersitzigen offenen Tourenwagen. Es wurden je nach Karosserie zwei unterschiedliche Radstände verwendet, 243 cm oder 273 cm. Die Höchstgeschwindigkeit wurde mit 75 km/h angegeben.

### NAMI-012

Der Prototyp NAMI-012 im Modell (2018)

Der Lastwagenprototyp NAMI-012 entstand ab 1948 und war ein Dampfwagen. Der Lkw nutzte das Fahrgestell des JaAZ-200, war in Frontlenkerbauweise gebaut, der Dampfmotor und der Dampferzeuger hinter dem Fahrer in der verlängerten Kabine untergebracht. Die Nutzlast betrug etwa 7000 kg, später wurden noch verschiedene Spezialaufbauten auf Basis des Fahrgestells konzipiert. 1950 wurden bei den Erprobungen insgesamt 26.000 km zurückgelegt, zu einer Serienfertigung kam es nie. Gedacht war das Fahrzeug für die Holzindustrie, wo Holzabfälle auch als Brennstoff hätten verwendet werden können.

### NAMI-013
Der NAMI-013 war der Prototyp eines Pkws, der in zwei Versionen zwischen 1948 und 1953 entstand. Für den Antrieb sorgte der Vierzylindermotor vom GAZ-M20 Pobeda mit 2112 cm³ Hubraum und 63 PS (46 kW), der im Heck montiert war. Die komplett neu gestaltete Karosserie ähnelte einem Kleinbus, war allerdings stromlinienförmig gestaltet und hatte vier Türen.

### IMZ-NAMI-A50 „Belka“
Von diesem Prototyp eines leichten Personenwagens entstanden in Zusammenarbeit mit dem Irbitski Motozikletny Sawod (IMZ) in den Jahren 1955 bis 1958 mehrere unterschiedliche Exemplare. Der Motor war jeweils im Heck montiert. Verwendet wurde eine Modifikation des Motors aus dem Motorrad M-72 mit 746 cm³ und 20 PS (14,7 kW) Leistung bei 4500 min−1. Die Fahrzeuge hatten eine Karosserie in Frontlenkerbauweise und in der geschlossenen Variante eine einzige Fronttür, ähnlich der Isetta. Die Länge betrug bei geschlossener Karosserie 3324 mm, die Breite 1500 mm und die Höhe 1450 mm, das Fahrzeug wog 640 kg. Auch eine Version als Kübelwagen wurde gebaut, die Breite dieses Fahrzeugs betrug 1460 mm und die Höhe 1500 mm bei einem Leergewicht von nur 575 kg. Die Höchstgeschwindigkeit lag zwischen 76 und 80 km/h. Zu einer Serienfertigung kam es nie.

### NAMI-0284 „Debut“
Dieser Kleinwagen mit einer Karosserie aus Kunststoff wurde Anfang 1989 präsentiert und blieb ebenfalls ein Prototyp. Ein Motor mit 650 cm³ Hubraum und 30 PS (22 kW) trieb das Fahrzeug an. Das Leergewicht war mit 600 kg angegeben.

### Kortesch-Plattform
NAMI ist seit 2013 an der Entwicklung der Plattform Kortesch beteiligt, auf der unter anderem die 2018 gefertigte Staatslimousine Aurus Senat basiert. Dieser ist Nachfolger diverser Limousinen aus der Fertigung des Sawod imeni Lichatschowas wie dem ZIL-4104 und wird voraussichtlich im Uljanowski Awtomobilny Sawod produziert werden. Auch das 2022 präsentierte SUV Aurus Komendant basiert auf dieser Plattform.